# Kerma

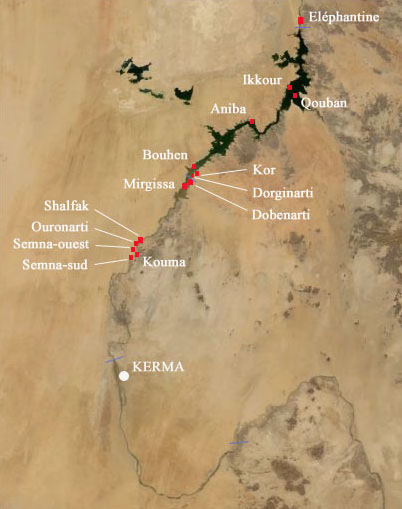
Kaart van Nubië met Kerma

Kerma is een plaats in het huidige Soedan (in Opper-Nubië boven de derde cataract van de Nijl), die een belangrijke rol gespeeld heeft in de geschiedenis van het oude Egypte.

## Geschiedenis
Kerma lag in wat de Egyptenaren het land Ta-Nehesi noemden. Vanaf 2500 tot de 15e eeuw v.Chr. bestond daar een koninkrijk met een reeks van omringende nederzettingen. Het rijk gedijde op handel met Egypte en de Afrikaanse handelsroutes, met name de goudhandel. 
Ten tijde van het Egyptische Oude Rijk werd er handel gedreven met Pepi II, farao van de 6e dynastie van Egypte, onder andere door de levering van boogschutters. 
In de periode van de Eerste tussenperiode was er geen Egyptische macht in Neder-Nubië. Pas met de vereniging ten tijde van koning Mentoehotep II uit de 11e dynastie van Egypte versterkte de controle op Neder-Nubië via militaire expedities.
In de tijd van het Middenrijk werd Kerma de zuiderbuur van Egypte. Eerst viel Mentoehotep III Neder-Nubië binnen. Amenemhat I zette deze agressieve politiek voort, en zijn zoon Senoeseret I vestigde een fort in Boehen in de streek van de tweede cataract. Daarmee kwam het gebied tussen de tweede en de derde cataract ook onder zijn invloed en werd de derde cataract in feite de zuidelijke grens van Egypte.
In de tweede tussentijd verwaterden de handelsbetrekkingen tussen Egypte en Kerma. 
De koning van de Hyksos probeerde contact te leggen met de heersers in Kerma om aan beide fronten oorlog te voeren, maar zijn koerier werd onderschept. Hiermee werden de inheemse vorsten van Neder-Nubië in de tang genomen.
Nadat Ahmose de bevrijding van Opper- en Neder-Egypte voltooid had, keerde hij zich tegen zijn zuidelijke vijanden en doodde Aata, die waarschijnlijk de koning van Kerma was. 
Amenhotep I, de zoon van Ahmose, maakte van Boehen de hoofdstad van een provincie Koesj, en allengs werd Kerma door Napata (bij de vierde cataract) overvleugeld.

## Opgravingen
In 1913 deed George Reisner opgravingen in Kerma. Hij onderzocht er een zevental tumuli. Hoewel de graven al in de oudheid geplunderd waren, vond hij restanten van grafuitrustingen van hoge kwaliteit. De graven stamden uit de tijd van de Egyptische overheersing van Kerma. Een ervan behoorde aan prins Hepzefa, die waarschijnlijk de eerste gouverneur van Koesj was. Uitzonderlijk was dat alle graven massagraven waren, met tientallen tot honderden mensenoffers die waarschijnlijk levend mee begraven waren.